# Pelexia burgeri
Pelexia burgeri är en orkidéart som beskrevs av Rudolf Schlechter. Pelexia burgeri ingår i släktet Pelexia och familjen orkidéer. Inga underarter finns listade i Catalogue of Life.